# Xliakhovi Dvorí
Xliakhovi Dvorí (en rus: Шляховы Дворы) és un poble (un khútor) de l'óblast de Kursk, a Rússia, que en el cens del 2010 tenia 29 habitants. Pertany al districte rural de Gorxétxnoie.